# Лефкас (город)
Лефка́с (Левка́с, греч. Λευκάς) — малый город в Греции, на острове Лефкас. Административный центр общины Лефкас и периферийной единицы Лефкас в периферии Ионические острова. Расположен на высоте 7 м над уровнем моря. Население 8673 человека по переписи 2011 года.
В городе находится кафедра Левкадской и Итакийской митрополии Элладской православной церкви, кафедральный собор Пресвятой Богородицы Евангелистрии.

## История
В 1684 году остров отвоевали у турок венецианцы. Венецинцы основали поселение Амаксики (ныне Лефкас), в которое переселили жителей Хоры и беженцев с Крита. Архиепископ Анфим Маринос (Άνθιμος Μαρίνος) перенёс кафедру из монастыря Пресвятой Богородицы Епископи (Μονή Γενεσίου της Θεοτόκου, «Παναγίας της Επισκοπής») в Спанохори в Амаксики.

## Достопримечательности
На западной окраине города находится мужской монастырь Фанеромени с действующим на его территории музеем церковного искусства.

## Сообщество
Сообщество Лефкас (Κοινότητα Λευκάδος) создано в 1912 году (ΦΕΚ 261Α). В сообщество входят три населённых пункта. Население 9364 человека по переписи 2011 года. Площадь 9,704 км².
| Населённый пункт | Население (2011), человек |
| ---------------- | ------------------------- |
| Калигонион       | 197                       |
| Лефкас           | 8673                      |
| Фринион          | 494                       |

## Население
| Год  | Население, человек |
| ---- | ------------------ |
| 1991 | 6777               |
| 2001 | 7191               |
| 2011 | ↗ 8673             |